# Carichí, Guerrero
Carichí är en ort i Mexiko.   Den ligger i kommunen Guerrero och delstaten Chihuahua, i den nordvästra delen av landet, 1 300 km nordväst om huvudstaden Mexico City. Carichí ligger 1 950 meter över havet och antalet invånare är 165.
Terrängen runt Carichí är platt åt nordost, men åt sydväst är den kuperad. Carichí ligger nere i en dal. Runt Carichí är det mycket glesbefolkat, med 7 invånare per kvadratkilometer. Närmaste större samhälle är Barrio de San José, 8,3 km öster om Carichí. Trakten runt Carichí består till största delen av jordbruksmark.